# Séleucos V
Pour les articles homonymes, voir Séleucos.
Sauf précision contraire, les dates de cet article sont sous-entendues « avant l'ère commune » (AEC), c'est-à-dire « avant Jésus-Christ ».
Séleucos V Philometor (« Qui aime sa mère ») est un roi séleucide qui règne brièvement en 125 av. J.-C. avant d'être assassiné par sa mère Cléopâtre Théa.

## Biographie
Séleucos V est le fils aîné de Démétrios II et de Cléopâtre Théa. Sa date de naissance exacte est inconnue, située entre 146 et 140 av. J.-C. En 140, Démétrios II est battu et capturé par les Parthes. Cléopâtre Théa épouse alors son beau-frère Antiochos VII qui monte sur le trône. Lorsque celui-ci entame à son tour une expédition contre les Parthes, il emmène avec lui les enfants de son frère, Séleucos et Laodice (VII), sans doute pour faire pression sur son frère Démétrios II. L'armée d'Antiochos VII est battue en 129 et, dans la débâcle, Séleucos et Laodice sont capturés par les Parthes. Phraatès II aurait alors épousé Laodice. On estime traditionnellement que le Séleucos capturé correspond à Séleucos V, monté sur le trône en 125, mais on n'explique pas comment et quand il aurait regagné la Syrie. Selon une autre hypothèse, Séleucos V serait un autre fils de Démétrios II et Cléopâtre Théa.
Brièvement restauré, Démétrios II est chassé du pouvoir par l'usurpateur Alexandre II Zabinas en 125, avant de trouver la mort à Tyr, abandonné à son sort par son épouse. Séleucos V se proclame alors roi, sans l'assentiment de sa mère qui le fait assassiner : poignardé ou tué par un archer selon les versions. Elle met à la place sur le trône son fils cadet Antiochos VIII, craignant probablement que Séleucos V se venge de la mort de Démétrios II.